# Campionato europeo di hockey su slittino 2005
Il I campionato europeo di hockey su slittino si è disputato a Zlín, Repubblica Ceca, tra il 10 e il 17 aprile 2005.
Sei furono le compagini iscritte:  Rep. Ceca,  Estonia,  Regno Unito,  Germania,  Italia,  Svezia.
Si giocò un girone all'italiana di sola andata, con 2 punti assegnati in caso di vittoria ed 1 in caso di pareggio.

## Classifica finale
| Pos. | Nazione     | Pt. | PG | V | N | P | GF | GS |
| ---- | ----------- | --- | -- | - | - | - | -- | -- |
| 1.   | Germania    | 9   | 5  | 4 | 1 | 0 | 33 | 2  |
| 2.   | Svezia      | 9   | 5  | 4 | 1 | 0 | 30 | 3  |
| 3.   | Estonia     | 6   | 5  | 3 | 0 | 2 | 16 | 6  |
| 4.   | Rep. Ceca   | 4   | 5  | 2 | 0 | 3 | 7  | 16 |
| 5.   | Regno Unito | 2   | 5  | 1 | 0 | 4 | 10 | 13 |
| 6.   | Italia      | 0   | 5  | 0 | 0 | 5 | 0  | 56 |

Legenda: PG = partite giocate; V = vittorie; N= pareggi; P = sconfitte; GF = reti segnate; GS = reti subite